# Quatorzième circonscription de la préfecture d'Aichi
La quatorzième circonscription de la préfecture d'Aichi (愛知県第14区, Aichi-ken dai-jūyon-ku) est l'une des seize circonscriptions législatives que compte la préfecture d'Aichi au Japon.

## Description géographique
Entre 1994 et 2013, la quatorzième circonscription de la préfecture d'Aichi regroupait les villes de Toyokawa, Gamagōri et Shinshiro et les districts de Kitashitara, Minamishitara (ja) et Hoi (ja).
Entre 2013 et 2017, elle comprenait les villes de Toyokawa, Gamagōri et Shinshiro, une partie de la ville de Toyota et le district de Kitashitara.
Entre 2017 et 2022, elle réunissait les villes de Toyokawa, Gamagōri et Shinshiro, une partie de la ville de Toyota et les districts de Nukata et Kitashitara.
Depuis 2022, elle regroupe les villes de Toyokawa, Gamagōri et Shinshiro et les districts de Nukata et Kitashitara,.

## Députés
| Législature | Début de mandat | Fin de mandat | Député élu            | Parti politique | Parti politique |
| ----------- | --------------- | ------------- | --------------------- | --------------- | --------------- |
| 41e         | 1996            | 2000          | Katsuhito Asano (ja)  |                 | PLD             |
| 42e         | 2000            | 2003          | Katsuhito Asano (ja)  |                 | PLD             |
| 43e         | 2003            | 2005          | Katsumasa Suzuki (ja) |                 | PDJ             |
| 44e         | 2005            | 2009          | Katsumasa Suzuki (ja) |                 | PDJ             |
| 45e         | 2009            | 2012          | Katsumasa Suzuki (ja) |                 | PDJ             |
| 46e         | 2012            | 2014          | Sōichirō Imaeda (ja)  |                 | PLD             |
| 47e         | 2014            | 2017          | Sōichirō Imaeda (ja)  |                 | PLD             |
| 48e         | 2017            | 2021          | Sōichirō Imaeda (ja)  |                 | PLD             |
| 49e         | 2021            | 2024          | Sōichirō Imaeda (ja)  |                 | PLD             |
| 50e         | 2024            | -             | Sōichirō Imaeda (ja)  |                 | PLD             |